# Pedagogia medica

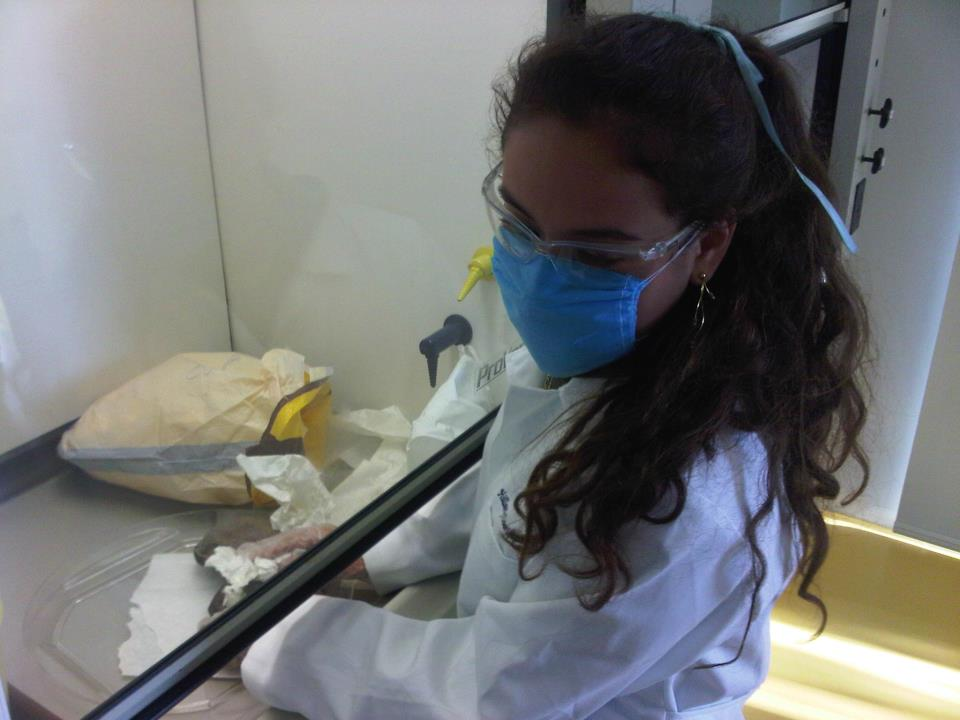
Studentessa di medicina in un laboratorio del Monterrey Institute of Technology and Higher Education, Mexico City.

La pedagogia medica è la branca della pedagogia che si occupa della formazione del personale sanitario; il termine fa riferimento sia alla formazione pre-laurea che post laurea.
Le metodologie utilizzate variano in maniera considerevole tra i diversi sistemi formativi; è infatti una branca di ricerca della pedagogia contemporanea.

## Sviluppo della disciplina in ambito internazionale e italiano
Numerose società scientifiche si occupano dell'argomento, tra cui possiamo citare a livello europeo la AMEE, e a livello italiano la Società Italiana di Pedagogia Medica, sviluppatasi in Italia a partire dall'attività della fondazione Smith-Kline sull'argomento negli anni 80'. L'Organizzazione Mondiale della Sanità e altri organismi internazionali hanno più volte espresso in documenti ufficiali l'importanza di una adeguata preparazione del personale sanitario come elemento per garantire la sostenibilità dei sistemi sanitari.

## Tecniche comuni e base di prove

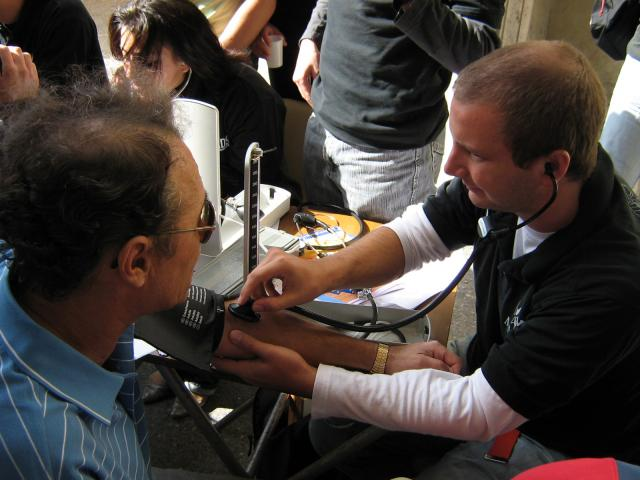
Studente di medicina che misura la pressione sanguigna durante una campagna di sensibilizzazione.

L'educazione medica applica le teorie della pedagogia specificamente nel contesto della formazione medica, infatti si parla di pedagogia medica. Essa è stata un leader nel campo dell'educazione basata sull'evidenza, attraverso lo sviluppo di sintesi di prove come la raccolta Best Evidence Medical Education, costituita nel 1999, che mirava a "passare dall'educazione basata sull'opinione all'educazione basata sull'evidenza". Le tecniche comuni basate sull'evidenza includono l'esame clinico strutturato obiettivo (comunemente noto come "OSCE") per valutare le abilità cliniche e valutazioni affidabili basate su liste di controllo per determinare lo sviluppo di competenze trasversali come la professionalità. Tuttavia c'è una persistenza di metodi didattici inefficaci nella pedagogia medica, come l'abbinamento dell'insegnamento agli stili di apprendimento e il "Cono dell'apprendimento" di Edgar Dales.

## Istruzione di livello base
I programmi di pedagogia medica di base sono corsi di livello terziario svolti presso una scuola di medicina. A seconda della giurisdizione e dell'università, questi possono essere programmi di ingresso per studenti universitari (la maggior parte di Europa, Asia, Sud America e Oceania) o programmi di ingresso per laureati (principalmente Australia, Filippine e Nord America). Alcune giurisdizioni e università forniscono sia programmi di ingresso per studenti universitari che programmi di ingresso per laureati (Australia, Corea del Sud).
In generale, la formazione iniziale viene svolta presso la facoltà di medicina. Tradizionalmente la pedagogia medica iniziale è divisa tra studi preclinici e clinici. La prima comprende le scienze di base come l'anatomia, la fisiologia, la biochimica, la farmacologia, la patologia, la microbiologia. Quest'ultima consiste nell'insegnamento nelle diverse aree della medicina clinica quali la medicina interna, la pediatria, l'ostetricia e la ginecologia, la psichiatria, la medicina generale e la chirurgia.
C'è stata una proliferazione di programmi che combinano la formazione medica con la ricerca (MD/Ph.D.) o programmi di gestione (MD/MBA), anche se questo è stato criticato perché è stato dimostrato che l'interruzione prolungata dello studio clinico ha un effetto dannoso sulla conoscenza clinica finale.

### Il LCME e la "Funzione e struttura di una scuola di medicina"
Il Liaison Committee on Medical Education (LCME) è un comitato di accreditamento educativo per le scuole di medicina che portano a un MD negli Stati Uniti e in Canada. Al fine di mantenere l'accreditamento, le scuole di medicina sono tenute a garantire che gli studenti soddisfino un determinato insieme di standard e competenze, definiti dai comitati di accreditamento. L'articolo "Funzione e struttura di una scuola di medicina" è pubblicato annualmente dalla LCME che definisce 12 standard di accreditamento.

### Attività Professionali Affidabili per l'ingresso in residenza
L'Association of American Medical Colleges (AAMC) ha raccomandato tredici attività professionali affidabili (EPA) che gli studenti di medicina dovrebbero svolgere prima di iniziare un programma di residenza. Gli EPA si basano sulle competenze di base integrate sviluppate nel corso della formazione della facoltà di medicina. Ogni EPA elenca le sue caratteristiche chiave, le competenze associate e i comportamenti osservati richiesti per il completamento di tale attività. Gli studenti progrediscono attraverso i livelli di comprensione e capacità, sviluppandosi con una minore necessità di supervisione diretta. Alla fine gli studenti dovrebbero essere in grado di svolgere ogni attività in modo indipendente, richiedendo assistenza solo in situazioni di complessità unica o non comune.
L'elenco degli argomenti affrontati dagli EPA include:
1. Storia e capacità di esame fisico
2. Diagnosi differenziale
3. Test diagnostici/di screening
4. Ordini e prescrizioni
5. Documentazione dell'incontro con il paziente
6. Presentazioni orali di incontri con pazienti
7. Domande cliniche/utilizzo di prove
8. Passaggio di consegne/transizioni di cura del paziente
9. Lavoro di squadra
10. Cure urgenti/di emergenza
11. Consenso informato
12. Procedure
13. Sicurezza e miglioramento

## Istruzione post laurea
Dopo il completamento della formazione iniziale, i medici neolaureati sono spesso tenuti a intraprendere un periodo di pratica supervisionata prima che venga concessa la registrazione completa; questo è molto spesso della durata di un anno e può essere definito "tirocinio" o "registrazione provvisoria" o "residenza".
È possibile intraprendere un'ulteriore formazione in un particolare campo della medicina. Negli Stati Uniti, l'ulteriore formazione specializzata, completata dopo la residenza, viene definita "borsa di studio". In alcune giurisdizioni, questo viene avviato immediatamente dopo il completamento della formazione di livello base, mentre altre giurisdizioni richiedono ai giovani medici di intraprendere una formazione generalista (non in streaming) per un certo numero di anni prima di iniziare la specializzazione.
Ogni programma di residenza e borsa di studio è accreditato dall'Accreditation Council for Graduate Medical Education (ACGME), un'organizzazione senza scopo di lucro guidata da medici con l'obiettivo di migliorare gli standard educativi tra i medici. L'ACGME supervisiona tutti i programmi di residenza MD e DO negli Stati Uniti. Nel 2019, c'erano circa 11.700 residenze accreditate ACGME e programmi di borse di studio in 181 specialità e sotto-specialità.
La stessa teoria dell'educazione sta diventando parte integrante della formazione medica post laurea. Anche le qualifiche formali nell'istruzione stanno diventando la norma per gli educatori medici, tanto che c'è stato un rapido aumento del numero di corsi di laurea disponibili in pedagogia medica.

## Pedagogia medica continua
Nella maggior parte dei paesi, i corsi di formazione continua in medicina (CME) sono richiesti per il mantenimento della licenza. I requisiti CME variano a seconda dello stato e del paese. Negli Stati Uniti, l'accreditamento è supervisionato dall'Accreditation Council for Continuing Medical Education (ACCME). I medici spesso frequentano lezioni dedicate, grand rounds (una metodologia di pedagogia medica e cure ospedaliere, che consiste nel presentare i problemi medici e il trattamento di un particolare paziente a un pubblico composto da medici, farmacisti, specializzandi e studenti di medicina), conferenze e attività di miglioramento delle prestazioni per soddisfare le loro esigenze. Inoltre, i medici stanno sempre più optando per perseguire un'ulteriore formazione di livello universitario nello studio formale della pedagogia medica come percorso per lo sviluppo professionale continuo.

## Apprendimento online
La pedagogia medica utilizza sempre più l'insegnamento online, di solito all'interno di sistemi di gestione dell'apprendimento (LMS) o ambienti di apprendimento virtuale (VLE). Inoltre, diverse scuole di medicina hanno incorporato l'uso dell'apprendimento misto combinando l'uso di esercizi in video, asincroni e di persona. Una scoping review (ossia uno studio di secondo livello, cioè uno studio che sintetizza altri studi) storica pubblicata nel 2018 ha dimostrato che le modalità di insegnamento online stanno diventando sempre più prevalenti nella pedagogia medica, con un'elevata soddisfazione degli studenti associata e il miglioramento dei test di conoscenza. Tuttavia, l'uso di principi di progettazione multimediale basati sull'evidenza nello sviluppo di lezioni online è stato raramente segnalato, nonostante la loro nota efficacia nei contesti degli studenti di medicina. Per migliorare la varietà in un ambiente di consegna online, l'uso di giochi seri, che in precedenza hanno mostrato benefici nella pedagogia medica, può essere incorporato per rompere la monotonia delle lezioni tenute online.
Le aree di ricerca sulla pedagogia medica online includono applicazioni pratiche, inclusi pazienti simulati e cartelle cliniche virtuali. Rispetto a nessun intervento, la simulazione nella formazione in pedagogia medica è associata a effetti positivi su conoscenze, abilità e comportamenti e effetti moderati per i risultati dei pazienti. Tuttavia, i dati non sono coerenti sull'efficacia dell'apprendimento online asincrono rispetto alle tradizionali lezioni in presenza. Inoltre, gli studi che utilizzano la moderna tecnologia di visualizzazione (cioè la realtà virtuale e aumentata) hanno mostrato grandi promesse come mezzo per integrare il contenuto della lezione nell'educazione fisiologica e anatomica.

### Educazione alla telemedicina

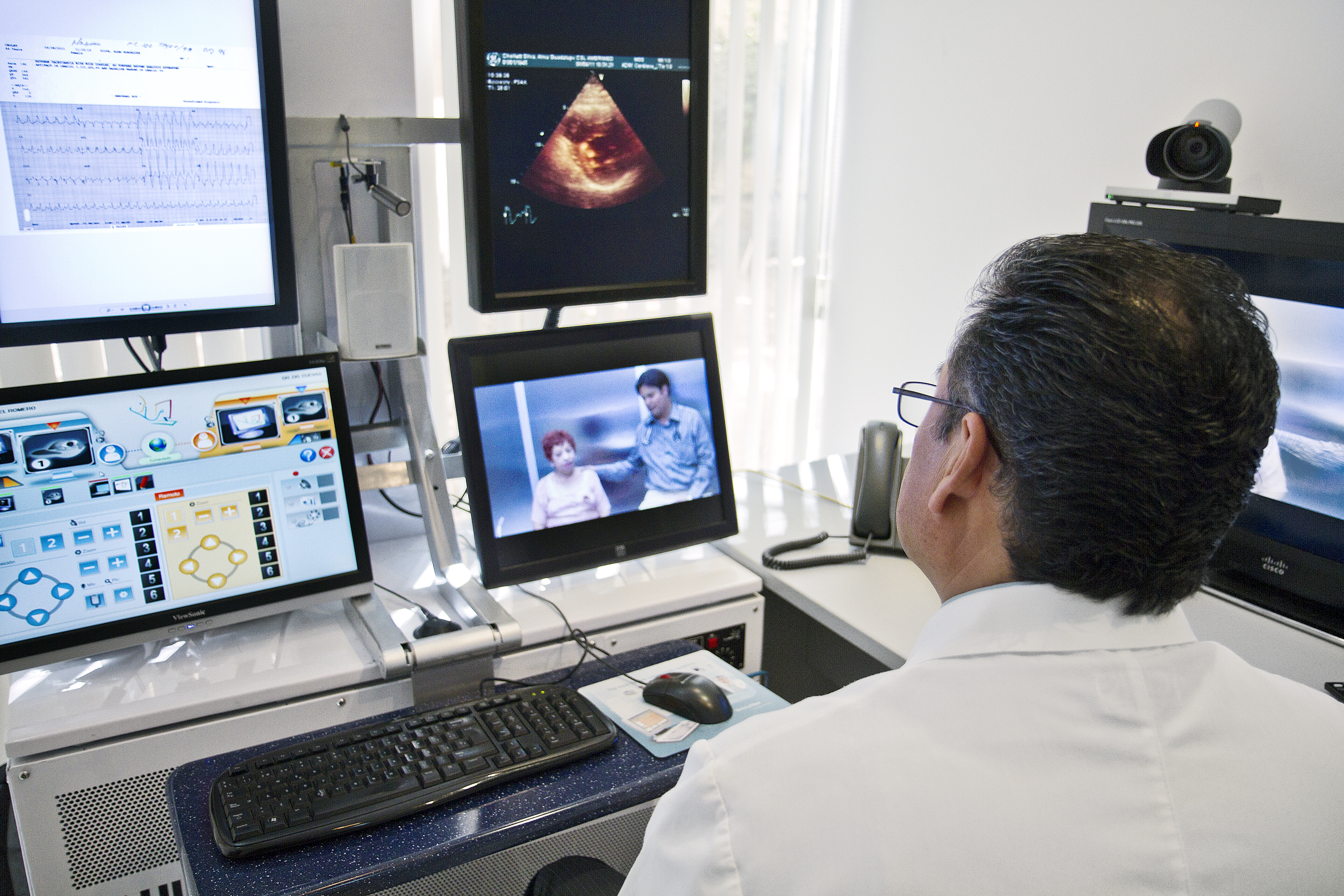
Il dott. A.S. Juan Manuel Romero, cardiologo in un ospedale di Ciudad Obregon, Sonora, in Messico, si impegna in una consultazione pre-operatoria con Alma Guadalupe Xoletxilva e il suo medico, Edgar Cuevas, che si trovano a 400 miglia di distanza a La Paz, in Bassa California.

Con l'avvento della telemedicina, gli studenti imparano a interagire e curare i pazienti online, un'abilità sempre più importante nella pedagogia medica. Durante la formazione, studenti e medici entrano in una "stanza virtuale del paziente" in cui interagiscono e condividono informazioni con un paziente "attore" simulato o reale. Gli studenti vengono valutati in base a professionalità, comunicazione, raccolta di anamnesi, esame fisico e capacità di prendere decisioni condivise con il paziente attore.

## Sistemi di istruzione medica per paese
Nel Regno Unito, un tipico corso di medicina all'università è di cinque anni, o di quattro anni se lo studente è già in possesso di una laurea. Tra alcune istituzioni e per alcuni studenti, possono essere sei anni (inclusa la selezione di un BSc intercalato - che richiede un anno - a un certo punto dopo gli studi pre-clinici). Tutti i programmi culminano nel Bachelor of Medicine and Surgery (abbreviato MBChB, MBBS, MBBCh, BM, ecc.). Questo è seguito da due anni di fondazione clinica dopo, vale a dire F1 e F2, simili alla formazione di tirocinio. Gli studenti si registrano presso il General Medical Council del Regno Unito alla fine della F1. Al termine di F2, possono proseguire ulteriori anni di studio. Il sistema in Australia è molto simile, con registrazione da parte dell'Australian Medical Council (AMC).
Negli Stati Uniti e in Canada, un potenziale studente di medicina deve prima completare un corso di laurea in qualsiasi materia prima di iscriversi a una scuola di specializzazione in medicina per seguire un programma (MD o DO). Le scuole di medicina statunitensi sono quasi tutte programmi quadriennali. Alcuni studenti optano per il MD/Ph.D incentrato sulla ricerca. programma di doppia laurea, che di solito viene completato in 7-10 anni. Ci sono alcuni corsi che sono prerequisiti per essere ammessi alla facoltà di medicina, come chimica generale, chimica organica, fisica, matematica, biologia, inglese, lavoro in laboratorio, ecc. I requisiti specifici variano a seconda della scuola.
In Australia, ci sono due percorsi per una laurea in medicina. Gli studenti possono scegliere di conseguire una laurea in medicina di cinque o sei anni Bachelor of Medicine/Bachelor of Surgery (MBBS o BMed) come primo diploma terziario subito dopo il diploma di scuola secondaria, o completare prima un diploma di laurea (in generale tre anni, di solito nelle scienze mediche) e quindi fare domanda per un programma quadriennale di laurea in medicina/laurea in chirurgia (MBBS).

## Norme e valori
Insieme alla formazione degli individui nella pratica della medicina, la pedagogia medica influenzerà le norme ei valori di coloro che la attraversano. Ciò avviene attraverso una formazione esplicita in etica medica, o implicitamente attraverso un "curriculum nascosto", un corpo di norme e valori che gli studenti arriveranno a comprendere implicitamente ma non viene insegnato formalmente.
Gli obiettivi della formazione in etica medica sono di dare ai medici la capacità di riconoscere le questioni etiche, ragionare su di esse moralmente e legalmente quando prendono decisioni cliniche ed essere in grado di interagire per ottenere le informazioni necessarie per farlo.
Il curriculum nascosto può includere l'uso di comportamenti non professionali per l'efficienza o considerare la gerarchia accademica più importante del paziente.
È stato recentemente dimostrato che il curriculum nascosto è una causa della riduzione dell'empatia degli studenti di medicina mentre progrediscono durante la scuola di medicina.

## Integrazione con la politica sanitaria
In quanto parti interessate dei professionisti medici nel campo dell'assistenza sanitaria (ovvero entità integralmente coinvolte nel sistema sanitario e interessate dalla riforma), la pratica della medicina (ovvero la diagnosi, il trattamento e il monitoraggio delle malattie) è direttamente influenzata dai cambiamenti in corso sia a livello nazionale e la politica sanitaria locale e l'economia.
Vi è una crescente richiesta di programmi di formazione per professionisti della salute non solo per adottare un'istruzione più rigorosa sulla politica sanitaria e una formazione alla leadership, ma anche per applicare una lente più ampia al concetto di insegnamento e attuazione della politica sanitaria attraverso l'equità sanitaria e le disparità sociali che influenzano in gran parte la salute e gli esiti dei pazienti. L'aumento dei tassi di mortalità e morbilità si verifica dalla nascita fino all'età di 75 anni, attribuito alle cure mediche (accesso all'assicurazione, qualità delle cure), comportamento individuale (fumo, dieta, esercizio fisico, droghe, comportamento a rischio), fattori socioeconomici e demografici (povertà, disuguaglianza, disparità razziali, segregazione), e ambiente fisico (alloggio, istruzione, trasporti, pianificazione urbana). Il sistema di assistenza sanitaria di un paese riflette i suoi "valori, tolleranze, aspettative e culture sottostanti delle società che servono", i professionisti medici si trovano in una posizione unica per influenzare l'opinione e la politica dei pazienti, amministratori sanitari e legislatori.
Al fine di integrare veramente le questioni di politica sanitaria nella pedagogia medica e medica, la formazione dovrebbe iniziare il prima possibile (idealmente durante la scuola di medicina o i corsi pre-medici) per costruire "conoscenze fondamentali e capacità analitiche" continuate durante la residenza e rafforzate durante la pratica clinica, come qualsiasi altra abilità o competenza fondamentale. Questa fonte raccomanda inoltre di adottare un curriculum di politica sanitaria di base standardizzato nazionale per le scuole di medicina e le residenze al fine di introdurre una base di base in quest'area tanto necessaria, concentrandosi su quattro domini principali dell'assistenza sanitaria: (1) sistemi e principi (ad es. finanziamento; pagamento; modelli di gestione; informatica; personale medico), (2) qualità e sicurezza (ad es. indicatori, misure e risultati di miglioramento della qualità; sicurezza del paziente), (3) valore ed equità (ad es. economia medica, processo decisionale medico, efficacia comparativa, disparità sanitarie) e (4) politica e diritto (ad es. storia e conseguenze di principali legislazioni; eventi avversi, errori medici e negligenza).
Tuttavia, le limitazioni all'implementazione di questi corsi di politica sanitaria includono principalmente vincoli di tempo percepiti da conflitti di programmazione, la necessità di un team interdisciplinare di docenti e la mancanza di ricerca/finanziamento per determinare quale progettazione del curriculum può adattarsi meglio agli obiettivi del programma. La resistenza in un programma pilota è stata vista dai direttori del programma che non vedevano la rilevanza del corso elettivo e che erano limitati dai requisiti di formazione del programma limitati da conflitti di programmazione e tempo inadeguato per attività non cliniche. Ma per gli studenti di una scuola di medicina, quelli a cui è stato insegnato un curriculum ad alta intensità (rispetto a un'intensità inferiore) avevano "da tre a quattro volte più probabilità di percepirsi come adeguatamente formati in componenti dei sistemi sanitari" e sentivano che ciò non toglieva una formazione più scarsa in altre aree. Inoltre, il reclutamento e il mantenimento di una serie diversificata di istruttori multidisciplinari ed esperti politici o economici con conoscenze e formazione sufficienti può essere limitato a programmi o scuole basati sulla comunità senza politiche sanitarie o dipartimenti di sanità pubblica o programmi di laurea. I rimedi possono includere corsi online, viaggi fuori sede nella capitale o fondazioni sanitarie o stage dedicati, ma anche questi hanno vincoli interattivi, di costo e di tempo. Nonostante queste limitazioni, sono stati sperimentati diversi programmi sia nella scuola di medicina che nella formazione in residenza.
Infine, saranno necessari più sostegno e ricerca nazionali non solo per istituire questi programmi, ma anche per valutare come standardizzare e innovare il curriculum in modo flessibile con il panorama sanitario e politico in evoluzione. Negli Stati Uniti, ciò comporterà il coordinamento con l'ACGME (Accreditation Council for Graduate Medical Education), una NPO privata che stabilisce gli standard educativi e di formazione per le residenze e le borse di studio negli Stati Uniti che determinano i finanziamenti e la capacità di operare.

### La pedagogia medica come campo disciplinare-didattico

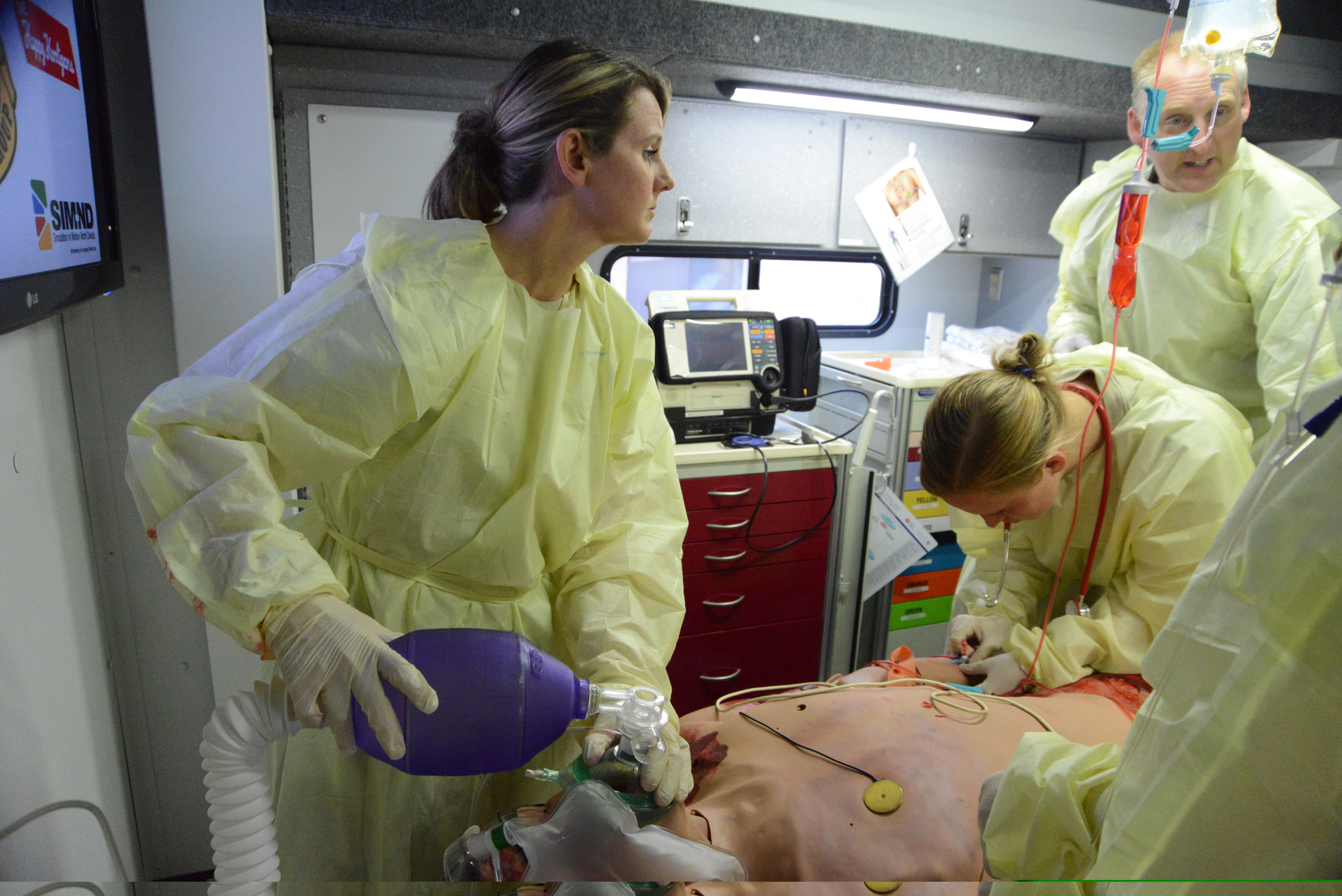
Addestramento della Air National Guard Base nella simulazione medica.

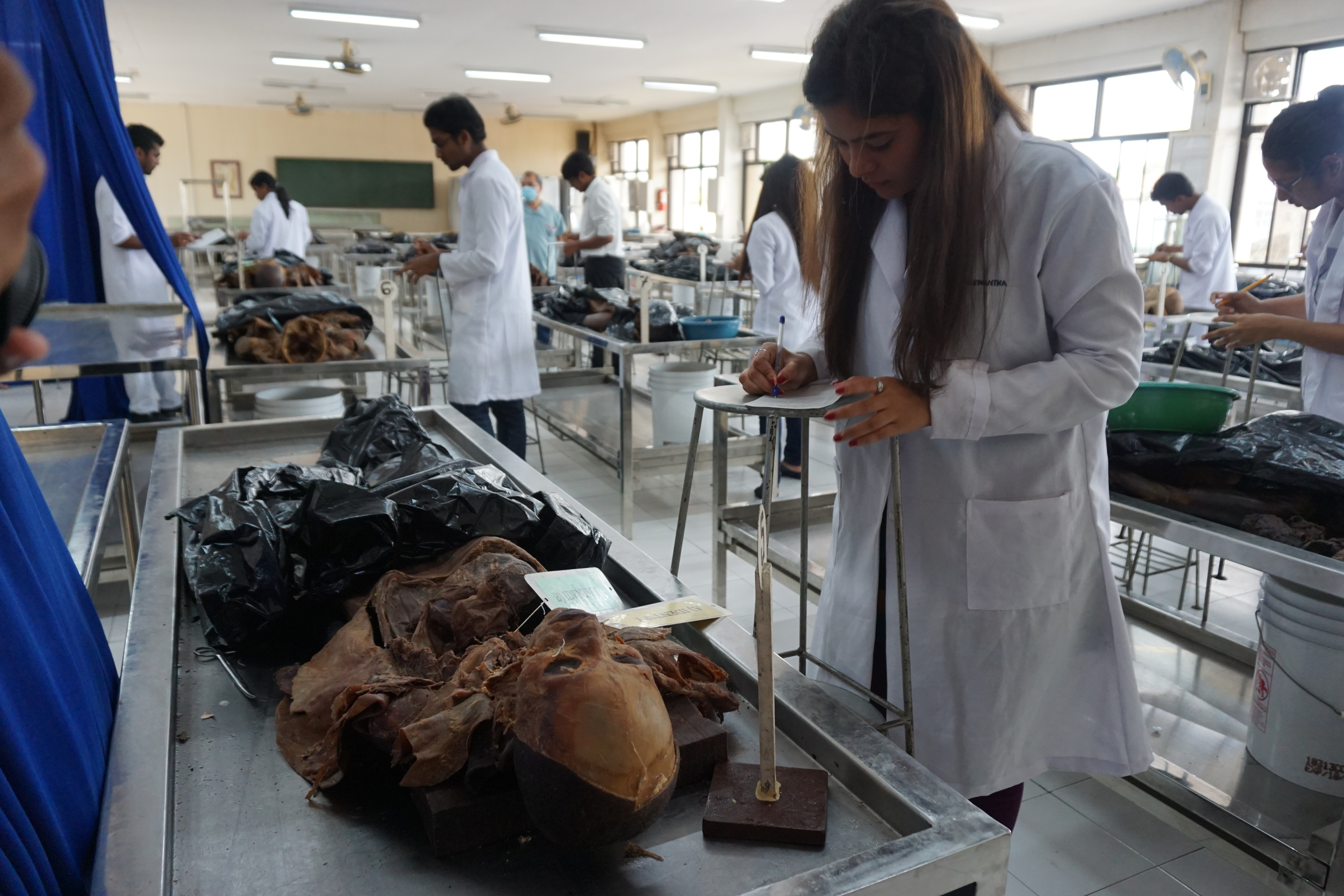
Una studentessa di medicina descrive i punti di riferimento anatomici di un cadavere umano donato.

La pedagogia medica è anche il campo disciplinare-didattico della formazione dei medici a tutti i livelli, applicando le teorie della pedagogia nel contesto medico, con le proprie riviste, come Medical Education. I ricercatori e i professionisti in questo campo sono generalmente medici o educatori. I curricula medici variano tra le scuole di medicina e sono in continua evoluzione in risposta alle esigenze degli studenti di medicina, nonché alle risorse disponibili. È stato documentato che le scuole di medicina utilizzano varie forme di apprendimento basato sui problemi, apprendimento basato sul team e simulazione. Il Liaison Committee on Medical Education (LCME) pubblica linee guida standard riguardanti gli obiettivi della pedagogia medica, compresa la progettazione, l'implementazione e la valutazione del curriculum.
Gli esami clinici strutturati oggettivi (OSCE - Objective structured clinical examination) sono ampiamente utilizzati come un modo per valutare le capacità cliniche degli studenti di scienze della salute in un ambiente controllato. Sebbene utilizzata nei programmi di pedagogia medica in tutto il mondo, la metodologia per la valutazione può variare tra i programmi e quindi sono stati fatti tentativi per standardizzare la valutazione stessa.

### Laboratorio sui cadaveri
Le scuole di medicina e i programmi di residenza chirurgica possono utilizzare i cadaveri per identificare l'anatomia, studiare la patologia, eseguire procedure, correlare i risultati della radiologia e identificare le cause di morte. Con l'integrazione della tecnologia, la dissezione tradizionale del cadavere è stata discussa per quanto riguarda la sua efficacia nella pedagogia medica, ma rimane una componente importante del curriculum medico in tutto il mondo. I corsi didattici sulla dissezione del cadavere sono comunemente offerti da anatomisti, scienziati e medici certificati con una formazione in materia.

### Curriculum medico e riviste di pedagogia medica basate sull'evidenza
Il curriculum medico varia ampiamente tra le scuole di medicina e i programmi di residenza, ma generalmente segue un approccio di pedagogia medica basato sull'evidenza (EBME). Questi approcci basati sull'evidenza sono pubblicati su riviste mediche.